# Mujeres del Muro
Mujeres del Muro (en hebreo: נשות הכותל, Neshot HaKotel) es una asociación feminista judía con sede en Israel que lucha para conseguir que las mujeres tengan derecho a llevar encima los rollos de la Torá, a leer la Torá y a llevar las vestimentas religiosas al Muro de las Lamentaciones, también llamado "Kotel". En este grupo de oración femenino, diversas mujeres rabinas se reúnen un día de cada mes, durante el Rosh Jodesh (el primer día del mes, según el calendario hebreo), en el Muro. El grupo ora tradicionalmente y está formado por mujeres que quieren leer la Torá y que visten el talit (manto de oración judío), las tefilín (filacterias) y la kipá, (gorra de oración judía). A pesar de que los usos y costumbres de las mujeres están establecidos, desde 1967, por el rabinato ortodoxo, muchas mujeres miembros del grupo han sufrido agresiones por parte de los ultraortodoxos e, inclusive, han sido detenidas por la Policía del Muro.

## Historia

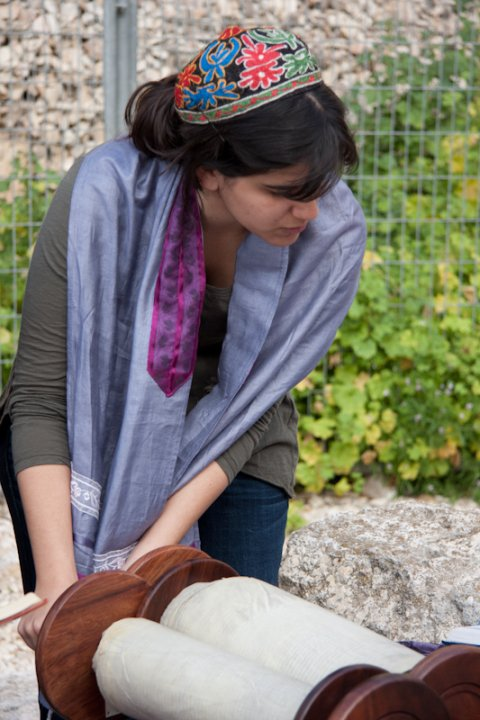
Mujer leyendo la Torá.

El muro de las Lamentaciones es uno de los lugares sagrados judíos. Había formado parte del muro de contención del Monte del Templo, sobre el cual había estado el segundo Templo de Jerusalén (antes de su destrucción por parte de los romanos el año 70 dC). Actualmente, está bajo el control del Gran Rabinato de Israel y la seguridad del Muro está a cargo de la Policía del Muro (Kotel).

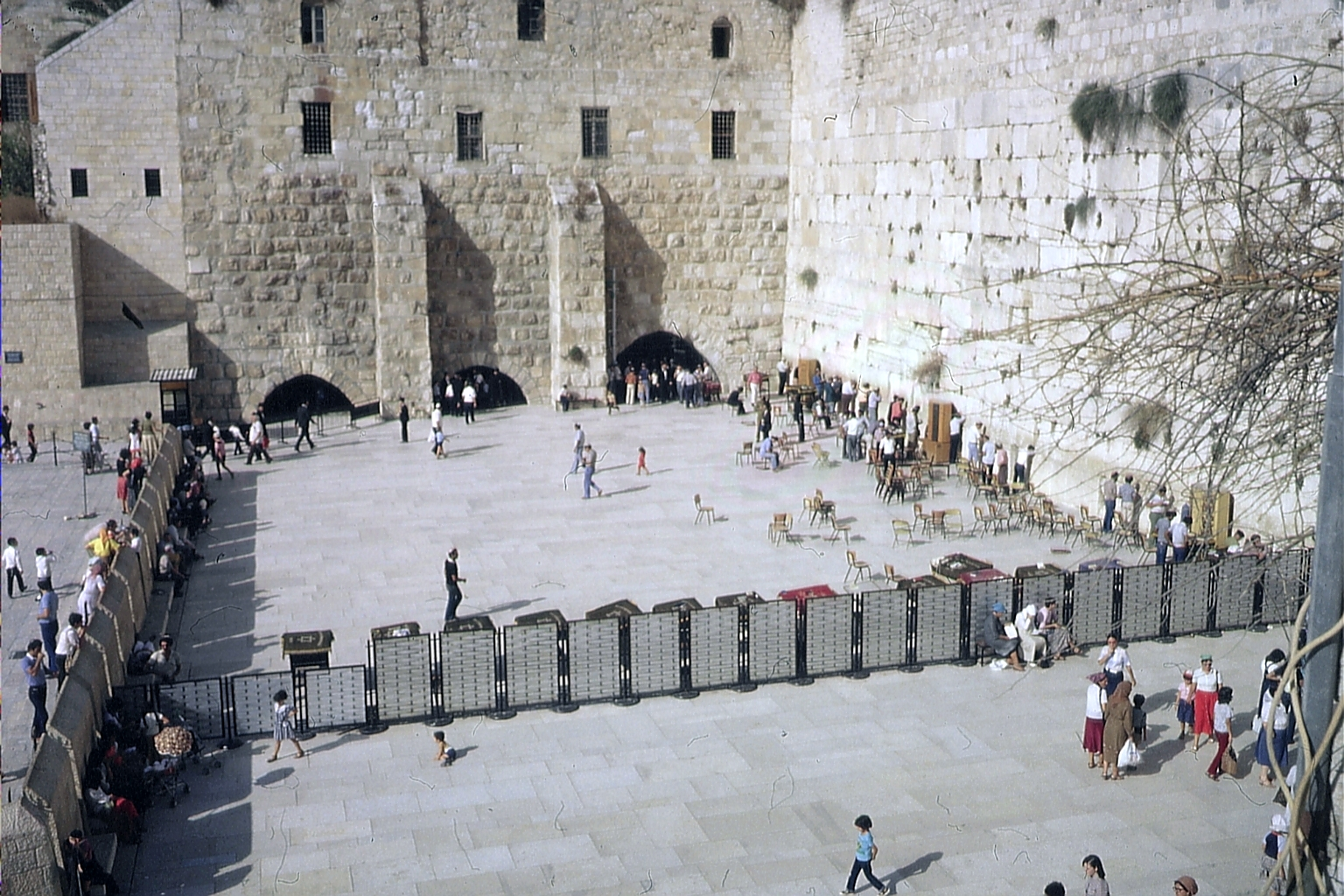
El Muro de las Lamentaciones (Kotel)

La asociación Women of the Wall fue fundada en diciembre del año 1988, después de la primera conferencia feminista judía internacional (que tuvo lugar en Jerusalén). Un grupo de 100 participantes se reunieron en el Muro (Kotel) para orar dentro de la sección del Muro reservada para las mujeres. Aquel día, como llevaban el manto de oración (Talit), las filacterias (tefilín) y la kipá, y cantaban y leían la Torá en voz alta, el grupo fue asaltado verbal y físicamente por los hombres ultraortodoxos.

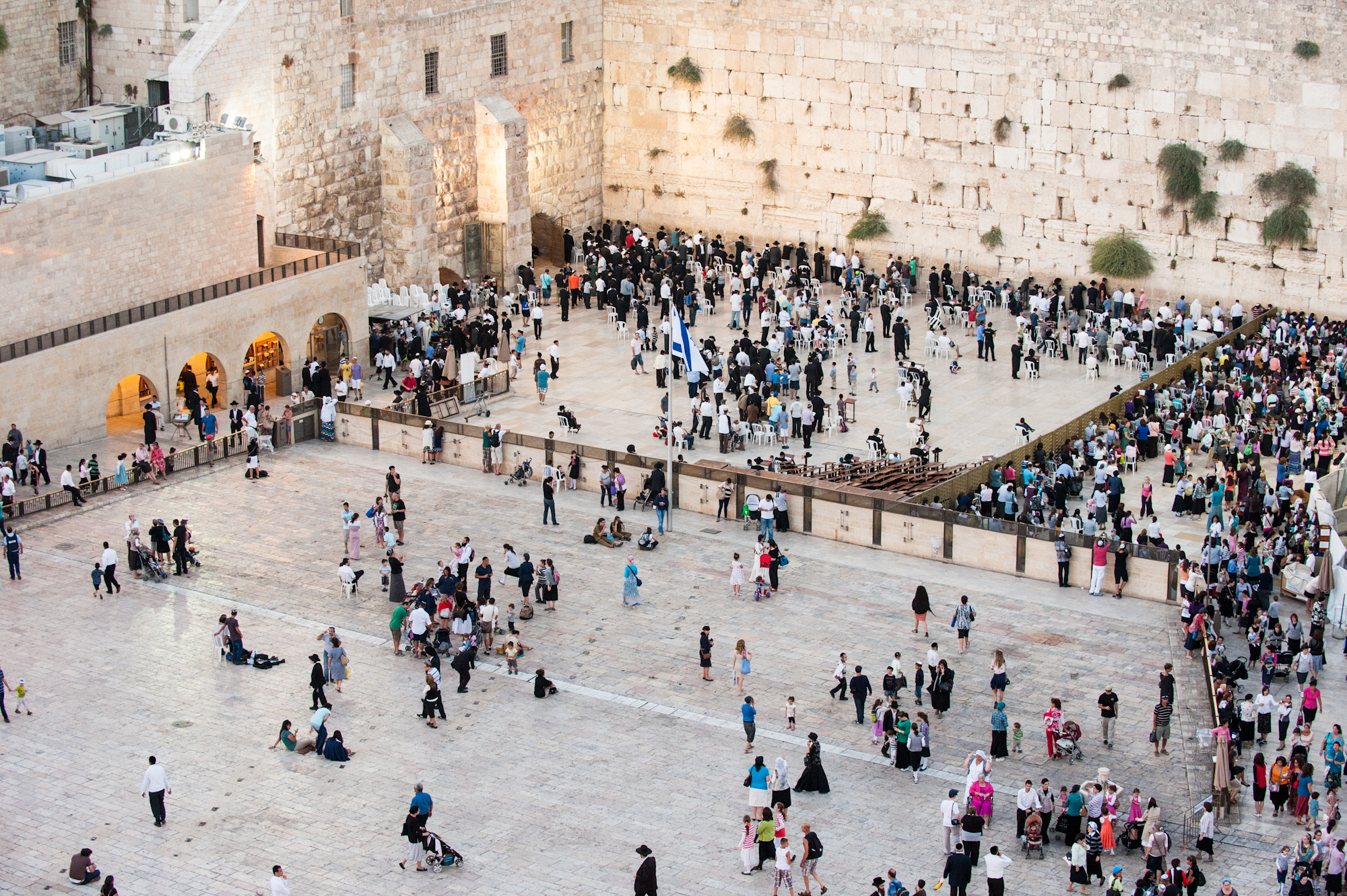
El Muro Occidental antes de ponerse el sol.

Desde entonces, un grupo de mujeres de Jerusalén siguió yendo a orar al Muro (Kotel) (a pesar de que, a menudo, fueron atacadas por los ultraortodoxos (jaredíes)). Después de un incidente bastante violento, en el que los Jaredíes lanzaron unas sillas sobre la sección de las mujeres, la Asociación mujeres del muro hizo una petición al Gobierno israelí, que rehusó la demanda del grupo y aprobó una lista de prohibiciones machistas (como prohibir a las mujeres poder orar en grupo, tocar un rollo de la Torá o llevar el manto de oración (Talit)). Las Mujeres del Muro creen que un rollo de la Torá no puede volverse impuro si una mujer lo toca. A continuación, después de los violentos ataques por parte de los Jaredíes, la asociación plantó cara nuevamente para obtener el derecho de organizar las oraciones en el Muro (Kotel) y para contestar a la posición del gobierno de Israel. Las diferencias religiosas llegaron a la Corte Suprema de Israel y hubo una serie de debates en la Knéset. El 22 de mayo de 2002, la Corte Suprema de Israel decidió que era totalmente legal que las Mujeres del Muro organizaran grupos de oración y de lectura de la Torá en la sección del Muro reservada para las mujeres. Cuatro días más tarde, los partidos ultraortodoxos, uno de ellos el partido Shas, promovieron diversos proyectos de ley para anular la decisión de la Corte Suprema de Israel y un proyecto de ley para calificar de delito criminal a la mujer por el hecho de rezar en el Muro Occidental de una manera no tradicional, delito punible con una pena de hasta siete años de prisión. Pese a que la ley no llegó a ser aprobada por la Knéset, la Corte Suprema reconsideró su primera decisión. Así entonces, el 6 de abril de 2003, la Corte Suprema revocó su decisión y, por 5 votos contra 4, confirmó la decisión del Gobierno israelí de prohibir a las Mujeres del Muro poder leer la Torá o poder llevar encima el manto de oración (Talit), y las filacterias (Tefilín) al Muro de las Lamentaciones, con base en el argumento de que eso representaba una amenaza al orden y a la seguridad, pero, a la vez, la Corte Suprema pidió al gobierno de Israel la disposición de un lugar diferente (conocido como el Arco de Robinson) donde las Mujeres del Muro pudieran rezar.

## Arrestos
Diversas miembros del grupo feminista han sido arrestadas por los actos que las Mujeres del Muro llevaron a cabo después de la decisión de la Corte Suprema. Nofrat Frenkel fue arrestada por llevar un manto de oración (Talit) y por haber llevado una Torá en los brazos en noviembre de 2009. No fue acusada, pero se le prohibió cualquier visita al Muro durante dos semanas. La persona responsable de la asociación, Anat Hoffman, fue interrogada por la policía en enero de 2010. Le tomaron muestras de las huellas dactilares y la amenazaron que la acusarían de haber cometido un crimen por su implicación en los actos de la asociación de Mujeres del Muro que se produjeron en diciembre de 2009. El 12 de julio de 2010, Hoffman fue arrestada por llevar en los brazos un rollo de la Torá. Además recibió una multa de 5000 ILS y la prohibición de acercarse al Muro durante un mes.

## Punto de vista de la Asociación de Mujeres del Muro
La Asociación Mujeres del Muro desea poder rezar en el Muro de manera no tradicional y fundamenta su posición en el derecho a la igualdad para las mujeres y el derecho a la libertad religiosa. Su misión es presentada en su página web. "Nos comprometemos a educar a las mujeres judías y al público sobre las ramificaciones sociales, políticas y personales de la limitación y de la supresión del derecho de las mujeres a rezar en tanto que somos un grupo en un lugar santo. Consideramos que la imposición de la ley y de la sociedad, con el objetivo de silenciar a las mujeres que quieren orar es una violación de nuestros derechos cívicos, de nuestros derechos humanos y de nuestra libertad religiosa. La educación es la clave para cambiar las leyes y nuestras vidas. Cada vez que nos reunimos para orar, permitimos y alentamos a las mujeres judías a unirse libremente. Nos colocamos al frente del movimiento por el pluralismo religioso en Israel, con la esperanza de inspirar y de permitir a las mujeres de todo del mundo encontrar su propia voz."

## Punto de vista de los jaredíes ultraortodoxos
Uno de los motivos de los jaredíes contra el grupo Mujeres del Muro es la creencia de que estas mujeres actúan movidas por razones políticas y no religiosas, es decir, las acusan de no tener el verdadero deseo de orar. El Rabino Moshé Feinstein, un erudito del Talmud y experto en la ley judía, decidió que los grupos de oración de las mujeres deberían estar permitidos solamente cuando su motivación sea considerada honesta por los rabinos y no cuando esta motivación se encuentre influenciada por el feminismo.
Los rabinos Dov Frimer y Arye, los opositores jaredíes, decidieron que las oraciones en grupo de las mujeres no eran compatibles con la ley judía. Según el rabino Avi Shafran, la Asociación de Mujeres del Muro ha desobedecido las instrucciones del rabino del muro y de los rabinos de Israel.
Además de su oposición a la asociación de las Mujeres del Muro, la comunidad ultraortodoxa está en contra de las mujeres que cantan en presencia de los hombres y que leen la Torá y del hecho que las mujeres puedan llevar el talit y las filacterias, ya que estas son las prendas tradicionalmente usadas por los hombres en el judaísmo ortodoxo. Todas estas prácticas han sido prohibidas por las autoridades religiosas ultraortodoxas de los jaredíes.